# Calydia bourgaulti
Calydia bourgaulti är en fjärilsart som beskrevs av Bar 1875. Calydia bourgaulti ingår i släktet Calydia och familjen nattflyn. Inga underarter finns listade i Catalogue of Life.